# 長徳寺 (明石市)

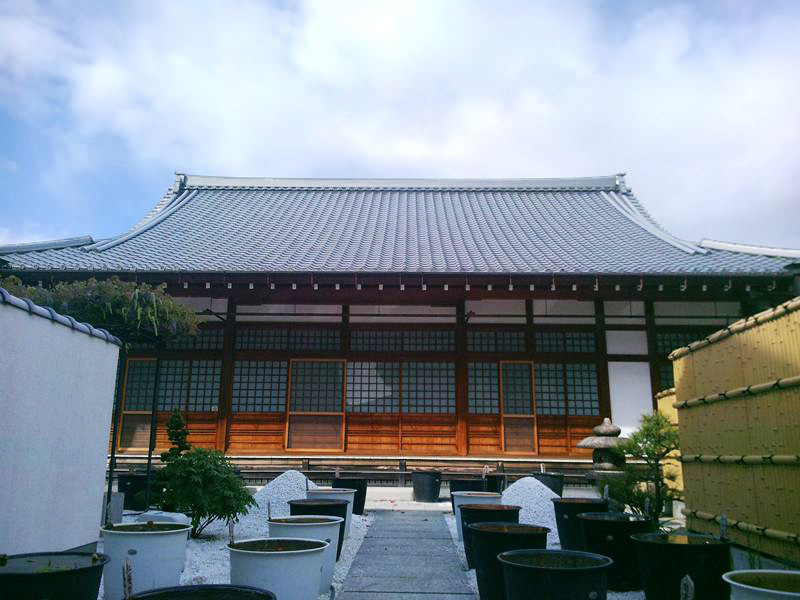
長徳禅寺本堂

長徳禅寺（ちょうとくぜんじ）は、兵庫県明石市にある臨済宗妙心寺派に属する寺院。山号は天徳山。本尊は釈迦牟尼仏（釈迦如来）。別名は長徳寺、長徳庵。

## 歴史
天徳山長徳禅寺は、臨済宗妙心寺派（本山は京都市右京区花園）に所属。いわゆる禅宗である。現在、日本に現存する禅宗の系統には、他に曹洞宗と黄檗宗がある。長徳禅寺は安土桃山時代・天正11年（1583年）創建とされているが、昭和47年（1972年）11月兵庫県加古郡役所発行の加古郡誌によれば、天正2年（1574年）開創と記されている。現住職で第十六代目である。山門は、享保4年（1719年）建立である。本尊は、釈迦牟尼仏で、脇侍に阿難尊者と迦葉尊者の三尊仏を配す。平成7年（1995年）1月17日の阪神・淡路大震災で、長徳禅寺も被災したが、平成17年（2005年）5月、約10年をかけて本堂等の大改築を完了し現在のように整備された。
本堂は、客殿様式で京都の専門大工（堂宮大工）上宗建設により、臨済宗らしい簡潔で上品な方丈となっている。山門は、震災前は南側にあったが、現在は東面に同大工により解体修理移築されている。また、当山鎮守を祀る愛染明王堂も震災で半壊したので取り壊し、現在は本堂奥の位牌堂に鎮座する。愛染明王が鎮守として祀られているのは珍しい。他に、寺紋は「三葵」で、徳川家の御朱印札が存在するが、先に述べたように詳細は不明である。

## 安置仏像
- 木造寄木造り釈迦如来座像
- 木造寄木造り阿難尊者立像
- 木造寄木造り迦葉尊者立像
- 木造寄木造り愛染明王座像
- 木造寄木造り達磨大師座像
- 木造寄木造り地蔵菩薩座像
- 木造寄木造り無相大師（関山慧玄）座像

## 所在地
- 兵庫県明石市二見町東二見1695